# Antonietta Böhm
Pour les articles homonymes, voir Böhm.
Antonietta Böhm, née à Bottrop en Allemagne le 23 septembre 1907, morte au Mexique le 27 avril 2008, est une religieuse catholique allemande, de l'ordre des Filles de Marie Auxiliatrice. Missionnaire pendant 74 ans en Amérique latine, elle se dévoue particulièrement auprès des pauvres. Elle est successivement enseignante, infirmière, supérieure provinciale. Elle affermit les institutions existantes et en fonde de nouvelles. Sa cause en béatification est introduite à Rome, elle est reconnue servante de Dieu.

## Biographie
Antonietta Böhm naît le 23 septembre 1907 à Bottrop, en Allemagne,. Elle est la huitième d'une famille de dix enfants, et acquiert par ses parents une foi vive et profonde.
À Essen, elle rencontre les Filles de Marie Auxiliatrice, arrivées en Allemagne en 1922. Elle est séduite par leur sérénité et leur mode de vie apostolique.
Elle intègre le noviciat de l'ordre à Nizza Monferrato en Italie, puis prononce ses vœux religieux temporaires le 5 août 1928 et devient ainsi membre de l'ordre,. Six ans plus tard, elle prononce ses vœux définitifs à Turin le 5 août 1934. Peu après, elle part comme missionnaire pour l'Amérique du Sud, avec trente-trois compagnes.
Antonietta Böhm œuvre d'abord en Argentine où elle reste pendant trente ans, de 1934 à 1965,. Elle travaille ensuite au Pérou et en Bolivie de 1965 à 1969, et au Mexique à partir de 1969,. Tour à tour professeur de musique ou infirmière, puis vicaire, supérieure et supérieure provinciale, elle s'affirme partout par sa force de caractère, ses qualités d'écoute et sa pleine confiance en Dieu et en Marie Auxiliatrice.
Elle consolide les œuvres et institutions existantes, et fonde de nouvelles œuvres. De 1979 à sa mort, elle passe les trente dernières années de sa vie au sein de la communauté « Villa Spem » à Coacalco de Berriozábal. Elle y est vicaire puis supérieure. Elle est une guide spirituelle réputée, et s'engage socialement en faveur des pauvres. 
C'est en 1985 qu'elle fonde l'Obra sabatina pour distribuer de la nourriture aux nécessiteux. Elle s'occupe elle-même de toute l'organisation jusqu'en 2000, puis doit laisser la main pour raison de santé et doit accepter de se laisser soigner. 
Elle meurt à cent ans le 27 avril 2008 à Coacalco de Berriozábal,, après 80 ans de vie religieuse et 74 ans de mission en Amérique latine.

## Cause en béatification
Le Suplex Libellus demandant l'ouverture de sa cause en béatification est émis en 2013 dans le diocèse de Cuautitlán au Mexique, pour démarrer la procédure d'enquête sur sa vie et ses vertus. En octobre 2016, la Congrégation pour la cause des saints décide que rien ne s'oppose à l'ouverture de cette cause et en informe le père salésien Pierluigi Cameroni, qui est le postulateur général pour les causes des saints de la famille salésienne.
Sœur Antonietta Böhm, fille de Marie Auxiliatrice, est reconnue « servante de Dieu » par cette première étape de sa procédure en béatification. Après cette autorisation romaine, l'enquête diocésaine s'ouvre le 7 mai 2017 à la cathédrale de Cuautitlán (es).